# Li Shulei
Li Shulei (chinesisch 李书磊; * Januar 1964 in Yuanyang, Xinxiang, Provinz Henan) ist ein Politiker der Kommunistischen Partei Chinas (KPCh) in der Volksrepublik China (KPCh), der unter anderem seit 2022 Mitglied des Politbüros der KPCh ist.

## Leben
Li Shulei, der zum Han-Volk gehört, begann bereits 1978 im Alter von 14 Jahren ein Studium an der Fakultät für Bibliothekswissenschaften an der Peking-Universität, welches er 1982 mit einem Bachelor beendete. Ein darauf folgendes postgraduales Studium an der Fakultät für Chinesische Sprachen und Chinesische Literatur an der Peking-Universität schloss er 1984 mit einem Master im Schwerpunkt moderne chinesische Literatur ab. Daraufhin begann er im Dezember 1984 seine erste berufliche Tätigkeit und wurde im September 1986 Mitglied der KPCh. Sein 1986 begonnenes Promotionsstudium an der Fakultät für Chinesische Sprachen und Chinesische Literatur an der Peking-Universität schloss er 1989 mit einem Doktor der Philosophie im Bereich moderne chinesische Literatur ab. Danach wurde er im Dezember 1989 zunächst Dozent sowie 1995 Professor an der Zentralen Parteihochschule der KPCh, an der er von 2002 und 2008 Direktor der Abteilung Ausbildung war. Daneben war er zwischenzeitlich stellvertretender Sekretär des Parteikomitees des Autonomen Kreises der Mandschu in Qinglong sowie von 2004 bis 2006 auch stellvertretender Sekretär des Stadtkomitees der KPCh in Xi’an. Im Anschluss fungierte er zwischen 2008 und 2014 in Personalunion als Vizepräsident und als Direktor der Abteilung für Lehrangelegenheiten der Zentralen Parteihochschule der KPCh, deren Präsidenten von 2007 bis 2013 Xi Jinping und daraufhin zwischen 2013 und 2017 Liu Yunshan waren.
Auf dem 18. Parteitag der KPCh (8. bis 14. November 2012) wurde Li erstmals zum Mitglied des Zentralkomitees (ZK) der KPCh gewählt und gehört diesem Führungsgremium nach seinen Bestätigungen auf dem 19. Parteitag der Kommunistischen Partei Chinas (18. bis zum 24. Oktober 2017) sowie auf dem 20. Nationalen Parteikongress der KPCh (16. bis 22. Oktober 2022) seither an. Er fungierte daneben zwischen 2014 und 2016 als Leiter der Propagandaabteilung des Parteikomitees der Provinz Fujian sowie anschließend von 2016 bis 2017 als Sekretär der Kommission für Disziplinarinspektion des Stadtparteikomitees von Peking. Im Januar 2017 wechselte er in die zentrale Parteiverwaltung und war bis zum 20. Dezember 2020 sowohl stellvertretender Sekretär der Zentralkommission für Disziplinarinspektion des ZK der KPCh als auch Direktor des Arbeitsbüros für die internationale Verfolgung gestohlener Waren und Flüchtlinge der zentralen Antikorruptions-Koordinierungsgruppe. Daraufhin kehrte er an die Zentrale Parteihochschule der KPCh zurück und fungierte von 26. Dezember 2020 als Nachfolger von He Yiting bis zu seiner Ablösung durch Xie Chuntao im April 2022 als deren geschäftsführender Vizepräsident. Er selbst wurde daraufhin im April 2022 zunächst Nachfolger von Wang Xiaohui Erster stellvertretender Leiter der ZK-Abteilung für Propaganda und behielt diese Funktion bis zum 26. Oktober 2022, woraufhin der bisherige Minister für Kultur und Tourismus Hu Heping ihn ablöste.
Auf dem 20. Nationalen Parteikongress der KPCh wurde Li Shulei im Oktober 2022 nicht nur als Mitglied des ZK der KPCh bestätigt, sondern zugleich auch zum Mitglied des Politbüros des ZK gewählt und gehört diesem Parteiführungsgremium seither an. Des Weiteren wurde er am 26. Oktober 2022 auch noch Nachfolger von Huang Kunming als Leiter der ZK-Abteilung für Propaganda und Mitglied des Sekretariats des ZK. In dieser Funktion berichtete er dem Ständigen Ausschuss des Nationalen Volkskongresses über den alle fünf Jahre stattfindenden Parteitag. Zudem wird er Xi Jinpings Vision in Bezug auf Ideologie, Filme, Internet und Medien durchsetzen und soll Pekings Bestreben, die „globale Erzählung über China“ zu gestalten, anführen.

## Veröffentlichungen
- 都市的迁徙 : 现代小说与城市文化, (Stadtmigration: Moderne Romane und urbane Kultur), 1993
- 1942 走向民间, (Wechsel in die Privatwirtschaft), 1998
- 文学的文化含义, (Die kulturelle Bedeutung der Literatur), 1998
- 村落中　的　「国家」, („Land“ im Dorf), 1999
- 说什么激进, (Was ist radikal?), 2003